# Jerzy Mrówczyński

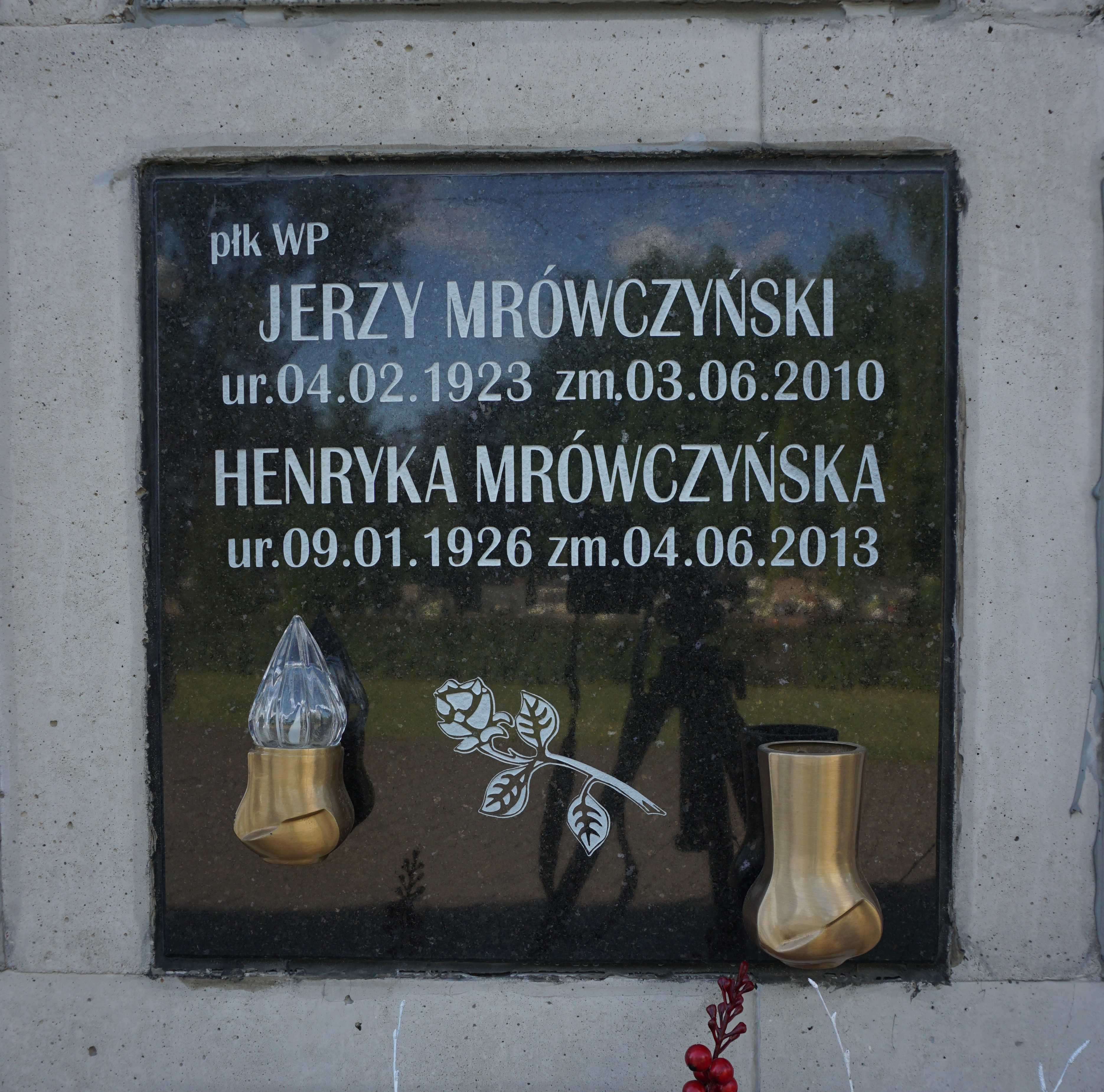
Grób Jerzego Mrówczyńskiego na cmentarzu Komunalnym Północnym w Warszawie

Jerzy Mrówczyński (ur. 4 lutego 1923 w Żyrardowie, zm. 3 czerwca 2010 w Warszawie) – pułkownik Sił Zbrojnych Polskiej Rzeczypospolitej Ludowej, wieloletni funkcjonariusz wojskowych organów bezpieczeństwa PRL, zastępca szefa Wojskowej Służby Wewnętrznej (1965–1967).

## Życiorys
W lipcu 1945 rozpoczął służbę w ludowym Wojsku Polskim. Od lipca 1945 do lutego 1946 uczył się w Oficerskiej Szkole Polityczno-Wychowawczej w Łodzi, a następnie został przeniesiony do Oficerskiej Szkoły Informacji w Wesołej, którą ukończył w maju 1945. Promowany na oficera  Informacji Wojskowej został starszym oficerem informacji. Od maja 1946 do marca 1948 brał czynny udział w walkach z oddziałami UPA oraz powojennym podziemiem niepodległościowym i antykomunistycznym. W 1947 ukończył Kurs Doskonalenia Oficerów Informacji, następnie zajmował stanowiska zastępcy szefa oraz szefa Wydziału w Oddziale I Informacji Wojskowej w Warszawie. W latach 1949–1950 był szefem Sekcji Informacji Wyższej Szkoły Piechoty w Rembertowie. Od 1951 był zastępcą szefa, a w latach 1954–1957 szefem Zarządu Informacji Śląskiego Okręgu Wojskowego we Wrocławiu. Po powołaniu Wojskowej Służby Wewnętrznej w styczniu 1957 był przez 8 lat szefem Zarządu WSW Śląskiego Okręgu Wojskowego. W latach 1960–1961 przebywał na Wyższym Kursie Doskonalenia Oficerów w Wyższej Szkole KGB w Moskwie. W 1965 roku awansował na stanowisko zastępcy szefa WSW (gen. Teodora Kufla), na stanowisku szefa Zarządu WSW okręgu wojskowego zastąpił go płk Czesław Kiszczak. Tę najwyższą w jego karierze funkcję sprawował przez dwa lata. Od listopada 1967 do października 1968 oddelegowany do pracy w Polskiej Delegacji Międzynarodowej Komisji Nadzoru i Kontroli w Laosie na stanowisko starszego doradcy wojskowego. Następnie przez blisko 2 lata przebywał w dyspozycji szefa Sztabu Generalnego WP. Od 1970 był starszym pomocnikiem kierownika Sekcji Studiów Specjalnych, a następnie starszym inspektorem w Zarządzie II Sztabu Generalnego WP. Od czerwca do sierpnia 1973 przebywał na kursie przy Akademii Dyplomatycznej w ZSRR. Od sierpnia 1977 do maja 1979 delegowany na stanowisko oficera analitycznego Misji Polskiej do Komisji Nadzorczej Państw Neutralnych w Panmundżom w Korei. Przez kolejne 2 lata przebywał w grupie dyspozycyjnej Zarządu II Sztabu Generalnego WP, po czym listopadzie 1981 zakończył zawodową służbę wojskową i przeszedł w stan spoczynku.
Członek PPR i PZPR, wielokrotnie wybierany do władz partyjnych PZPR w organach Wojskowej Służby Wewnętrznej. Został pochowany na Cmentarzu Północnym na Wólce Węglowej w Warszawie. 

## Odznaczenia
- Krzyż Komandorski Orderu Odrodzenia Polski
- Krzyż Oficerski Orderu Odrodzenia Polski
- Krzyż Kawalerski Orderu Odrodzenia Polski
- Złoty Krzyż Zasługi
- Srebrny Krzyż Zasługi
- Medal 10-lecia Polski Ludowej
- Medal 30-lecia Polski Ludowej
- Medal 40-lecia Polski Ludowej
- Medal „Za udział w walkach w obronie władzy ludowej”
- Złoty Medal „Siły Zbrojne w Służbie Ojczyzny”
- Srebrny Medal „Siły Zbrojne w Służbie Ojczyzny”
- Brązowy Medal „Siły Zbrojne w Służbie Ojczyzny”
- Złoty Medal „Za zasługi dla obronności kraju”
- Srebrny Medal „Za zasługi dla obronności kraju”
- Brązowy Medal „Za zasługi dla obronności kraju”
- Odznaka „Zasłużonemu Opolszczyźnie” (1973)[1]
- inne odznaczenia